# Busto (scultura)

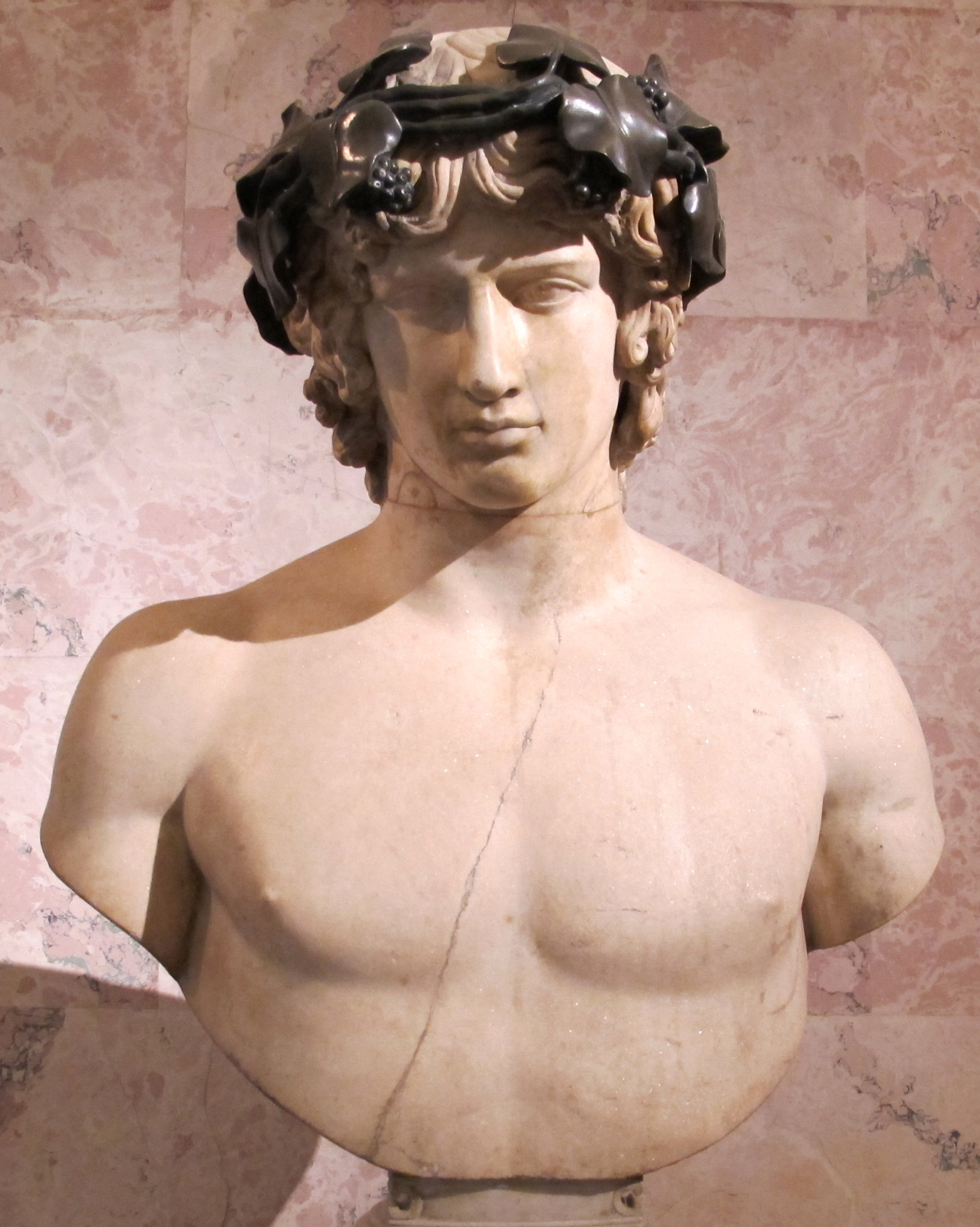
Un busto di Antinoo.

Un busto è una rappresentazione, sotto forma di scultura, della parte superiore di una figura umana, che ne riproduce solo la testa e il collo e, in alcuni casi, anche il petto e le spalle e, in casi più rari, le mani e le braccia, ma sempre senza i fianchi e le gambe.
Quando è compresa anche la parte alta del petto, la statua è anche detta mezzobusto o mezzo busto (plurale "mezzibusti" o "mezzi busti"); la locuzione "a mezzo busto" è usata anche per arti non scultoree come pittura e fotografia.
La scultura del busto è solitamente sostenuta da un plinto e può essere realizzata in un qualsiasi materiale scultoreo, come il marmo, il bronzo, la terracotta, le resine sintetiche.
Una scultura che includa solo la testa, magari con il collo, è  chiamata "testa", ma questa distinzione non è sempre rispettata. L'esposizione implica spesso un supporto integrato o separato. La statua di Adiyogi Shiva situata in India, rappresentante del dio indù Shiva, è la scultura di busto più grande del mondo ed è alta 112 piedi (34 metri).

## Storia

### Antichità
Teste scultoree dell'antichità classica, che si fermano al collo, vengono talvolta indicate come busti. Tuttavia si tratta spesso di frammenti di statue a tutto corpo, oppure sono stati creati per essere inseriti in un corpo preesistente, una pratica comune romana. Allo stesso modo, le teste scolpite che si fermano al collo sono talvolta erroneamente chiamate busti.
Il busto era un'invenzione greca ellenistica (anche se il busto egizio preceda le produzioni elleniche di cinque secoli), sebbene siano sopravvissuti pochissimi esempi originali greci, a differenza di molte copie romane, come busti di Pericle con l'elmo corinzio, nonostante l'originale greco era una statua di bronzo a figura intera. Erano molto popolari nella ritrattistica romana.
La tradizione romana potrebbe aver avuto origine nella tradizione delle famiglie patrizie romane che custodivano nell'atrio della casa familiare maschere di cera, forse mortuarie, di defunti. Alla morte di un altro membro della famiglia, questi venivano indossati da persone scelte per l'opportuna costruzione in processione al funerale, davanti al corpo appoggiato del defunto, come riferì un Polibio "stupito", dal suo lungo soggiorno a Roma iniziato nel 167 a.C. Successivamente questi sembrano essere stati sostituiti o integrati da sculture. Il possesso di tali immagini maiorum ("ritratti degli antenati") era un requisito per l'appartenenza all'ordine equestre.

### Medioevo
Alcuni reliquiari furono formati come busti, in particolare il famoso Busto di Carlo Magno in oro, ancora nel tesoro della cattedrale di Aquisgrana, dal 1350.

### Rinascimento
I busti iniziarono a essere rianimati in una varietà di materiali, tra cui terracotta dipinta o legno e marmo. Inizialmente la maggior parte aveva il fondo piatto, fermandosi leggermente al di sotto delle spalle. Francesco Laurana, nato in Dalmazia ma che lavorò in Italia e Francia, si specializzò in busti in marmo, per lo più di donne.

### Barocco
Lo stile romano a pallone, incluso o progettato per essere posizionato su uno zoccolo (un breve plinto o piedistallo), divenne più comune. Gian Lorenzo Bernini a Roma ha ritratto busti di papi, cardinali e monarchi stranieri come Luigi XIV. Il suo busto del re Carlo I d'Inghilterra (1638) è andato perduto; artista e soggetto non si incontrarono mai, e Bernini lavorò dal triplo ritratto dipinto da Van Dyck che fu inviato a Roma. Quasi 30 anni dopo, il suo busto del giovane Luigi XIV ebbe un'enorme influenza sugli scultori francesi. Il rivale del Bernini, Alessandro Algardi, fu un altro importante scultore di busti a Roma.

## Galleria d'immagini

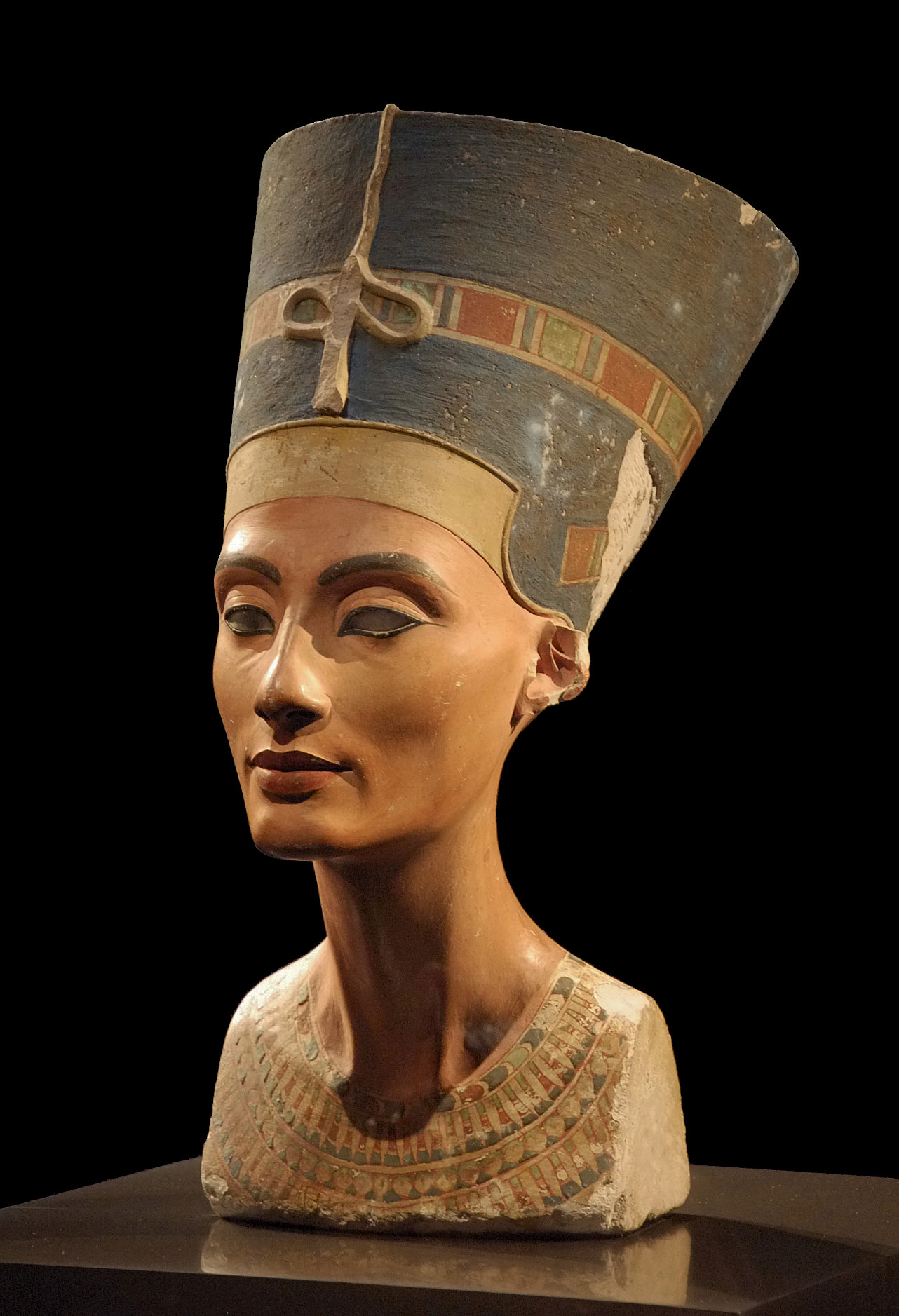
Busto di Nefertiti, (pietra calcarea, 1345 a.C. circa)
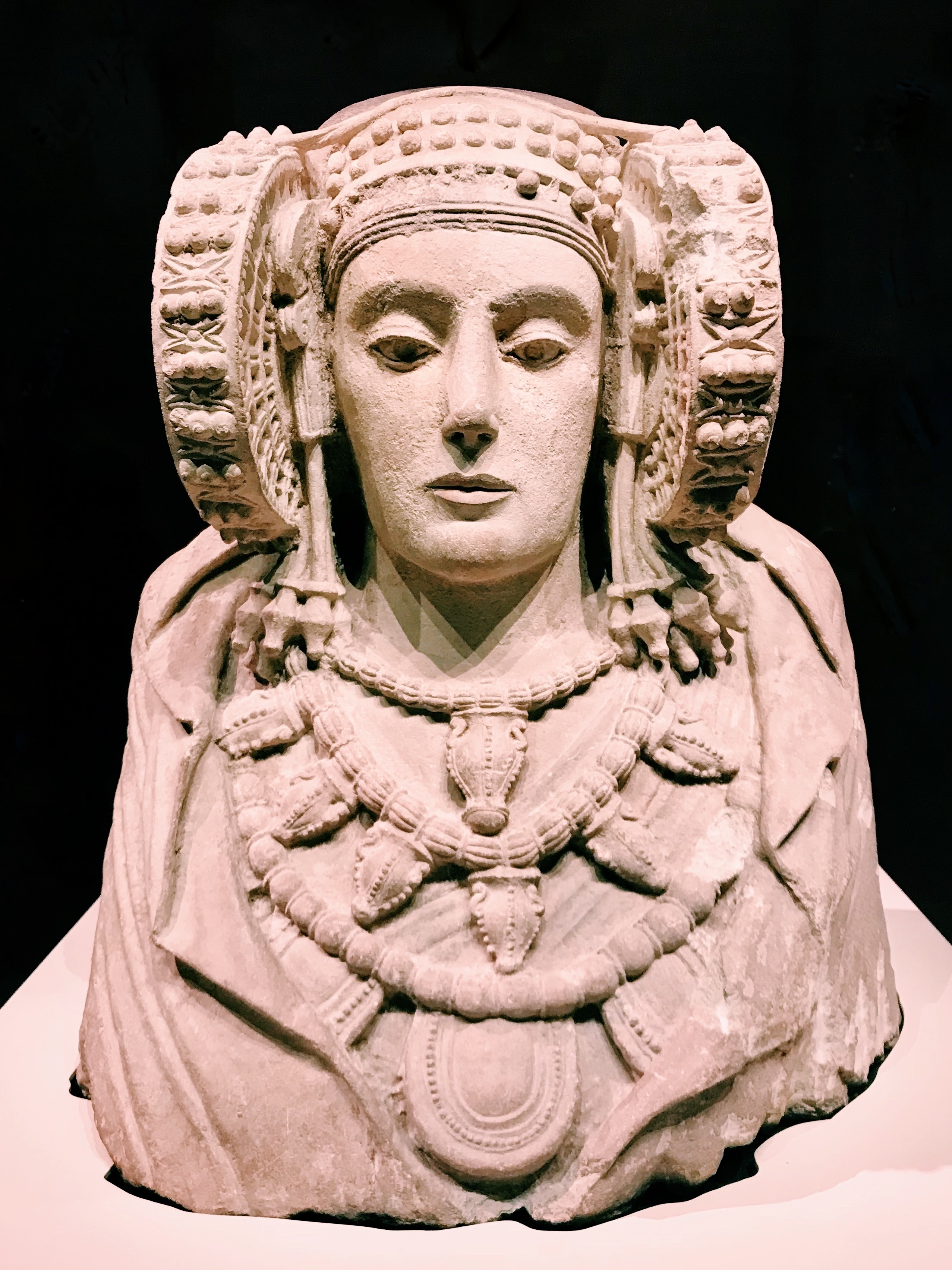
Dama di Elche (pietra calcarea, iberica, IV secolo a.C.)
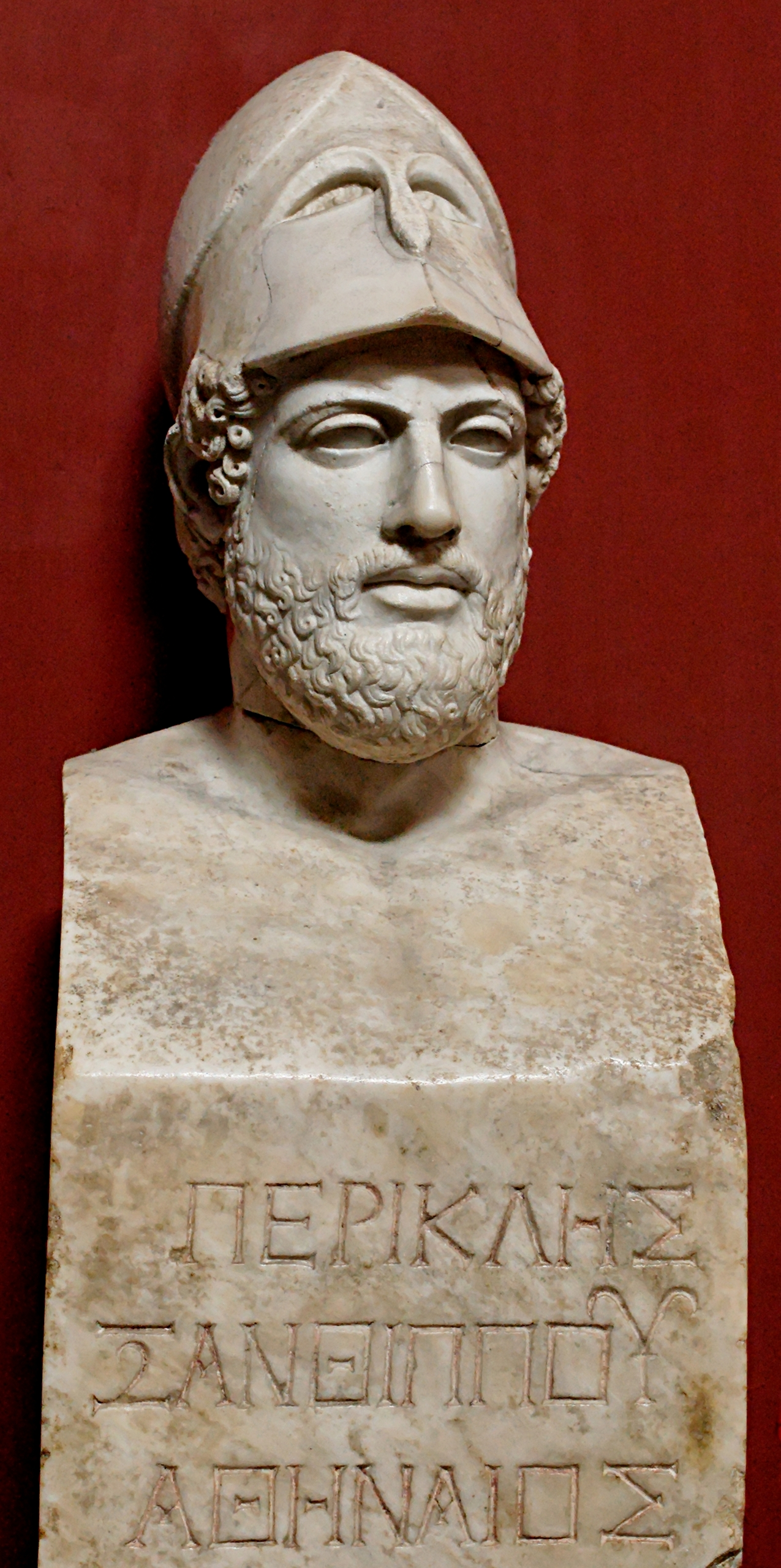
Pericle con l'elmo corinzio (marmo, romano da originale greco, 430 a.C. circa)
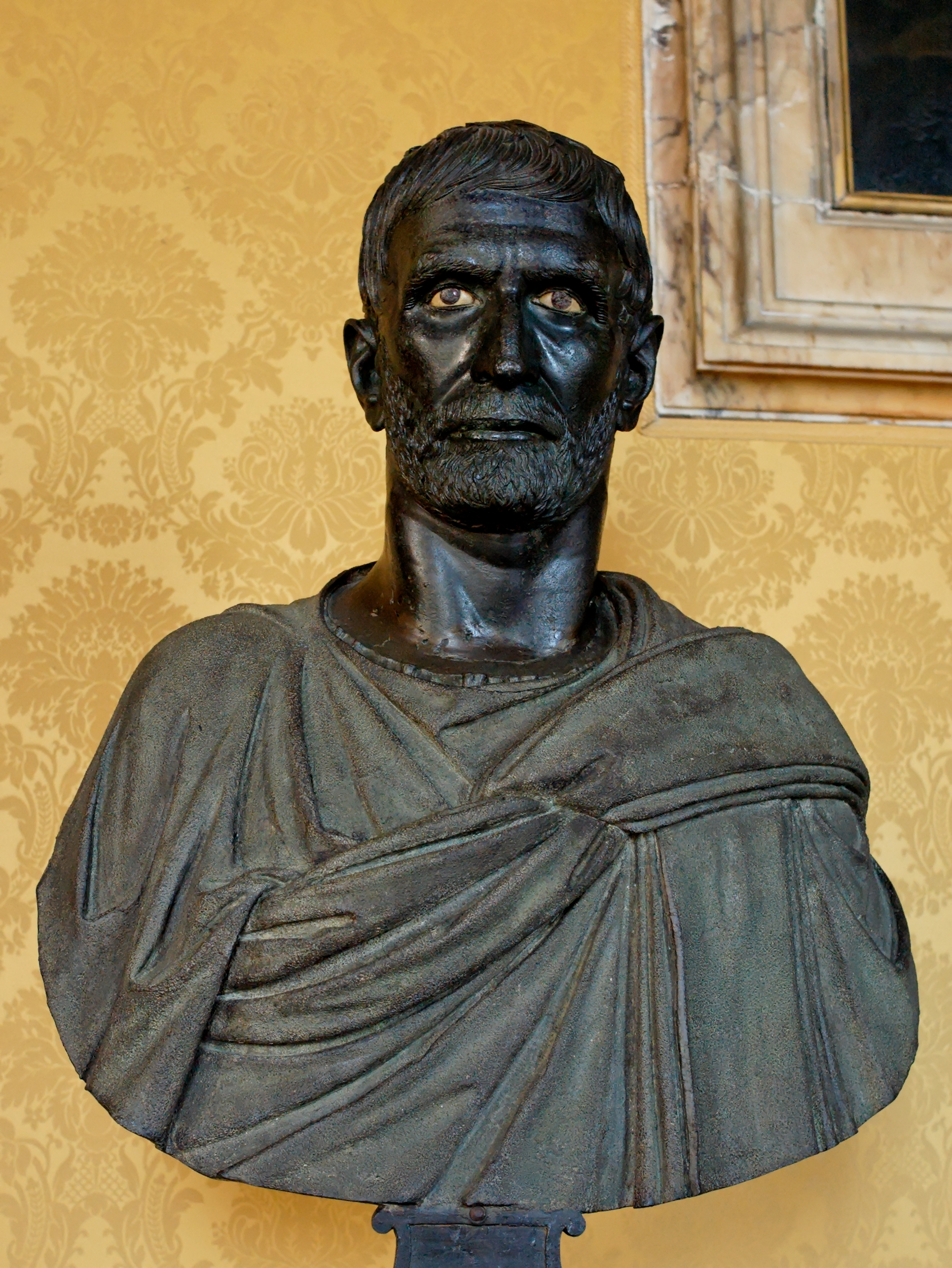
Busto in bronzo di Lucio Giunio Bruto, il Bruto Capitolino (dalla fine del IV secolo a.C. all'inizio del III secolo a.C.)
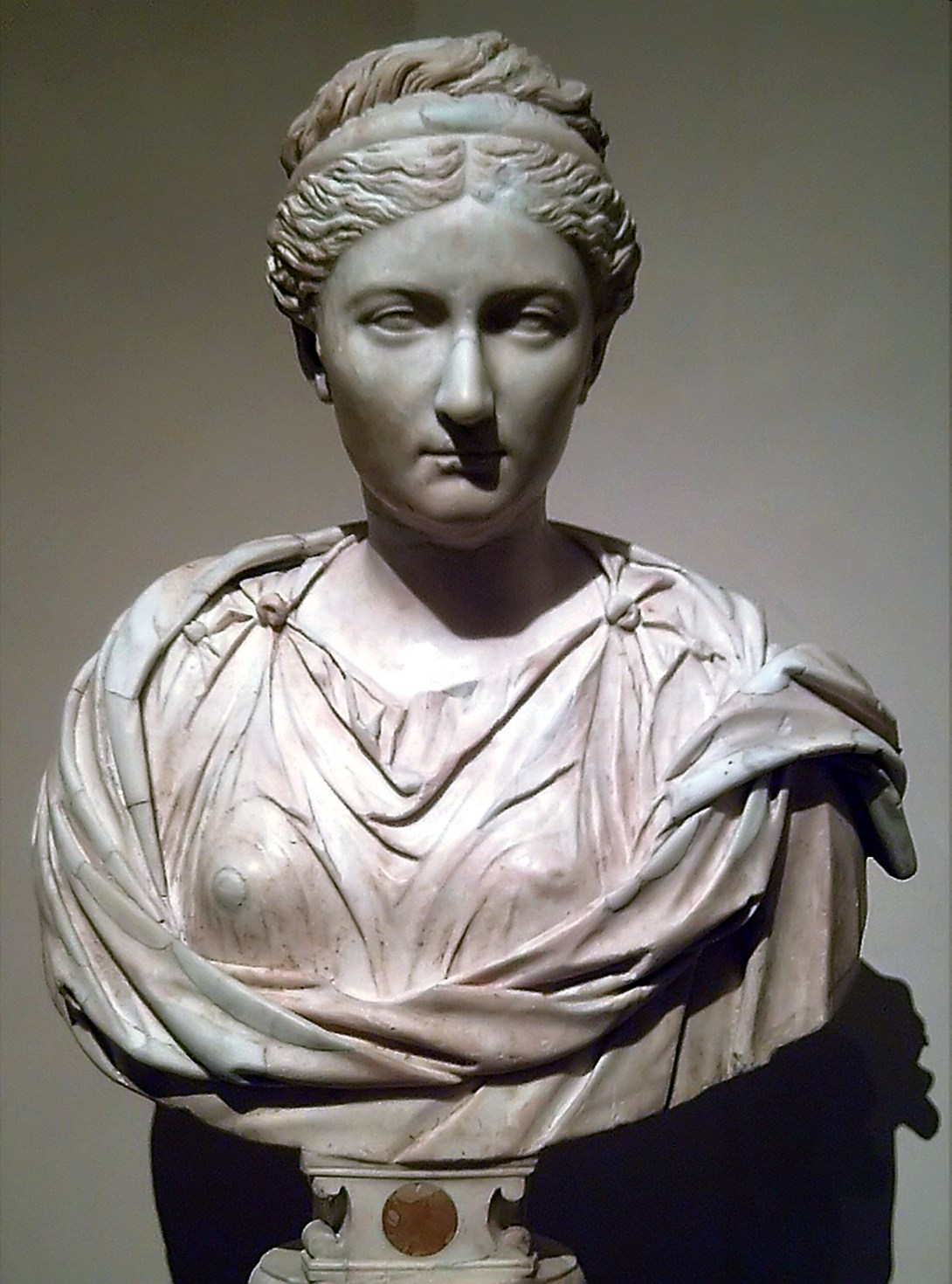
L'imperatrice Vibia Sabina (130 d.C. circa)
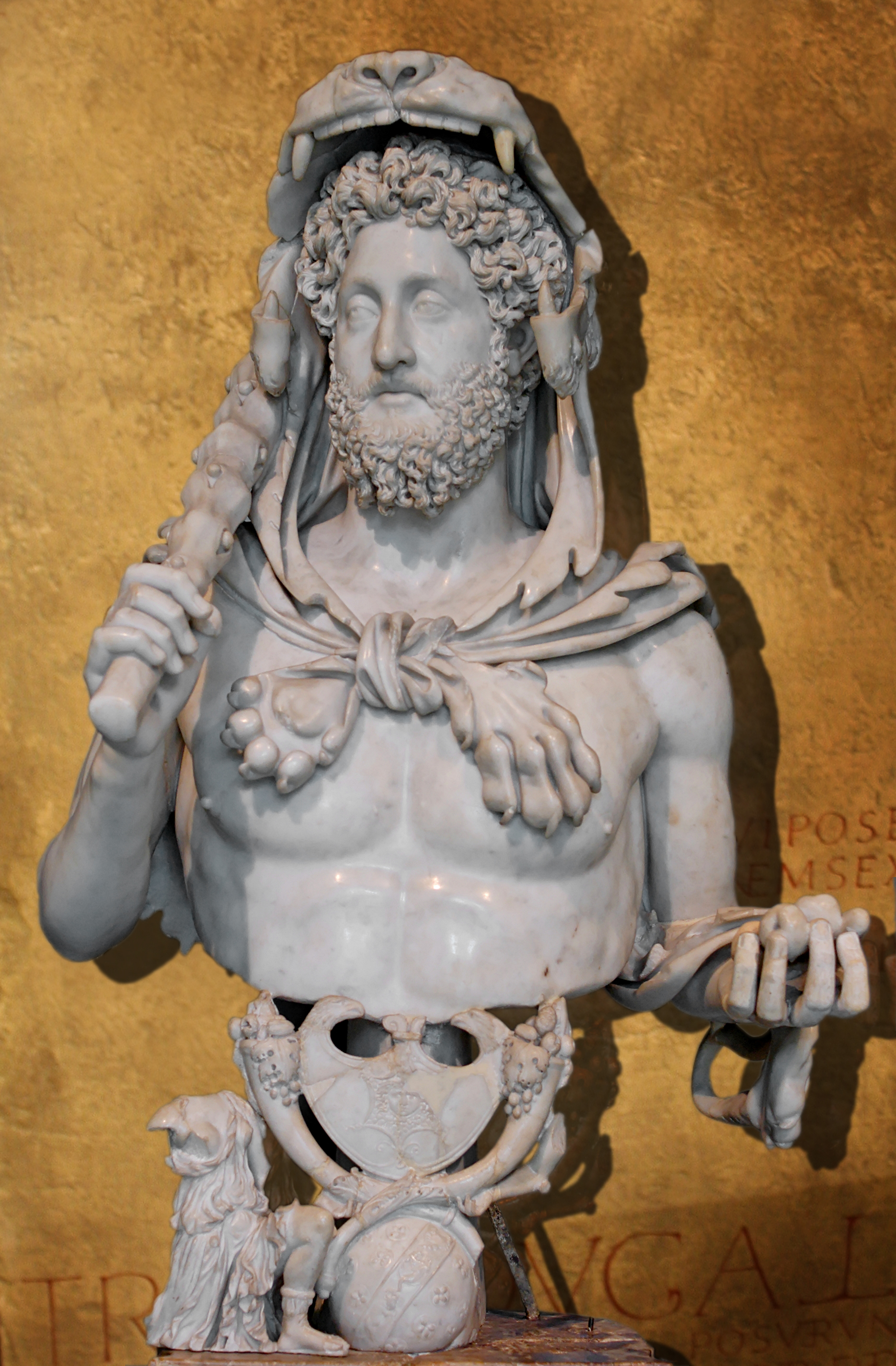
L'imperatore Commodo vestito da Ercole (191 d.C. circa, in stile "barocco" tardo imperiale)
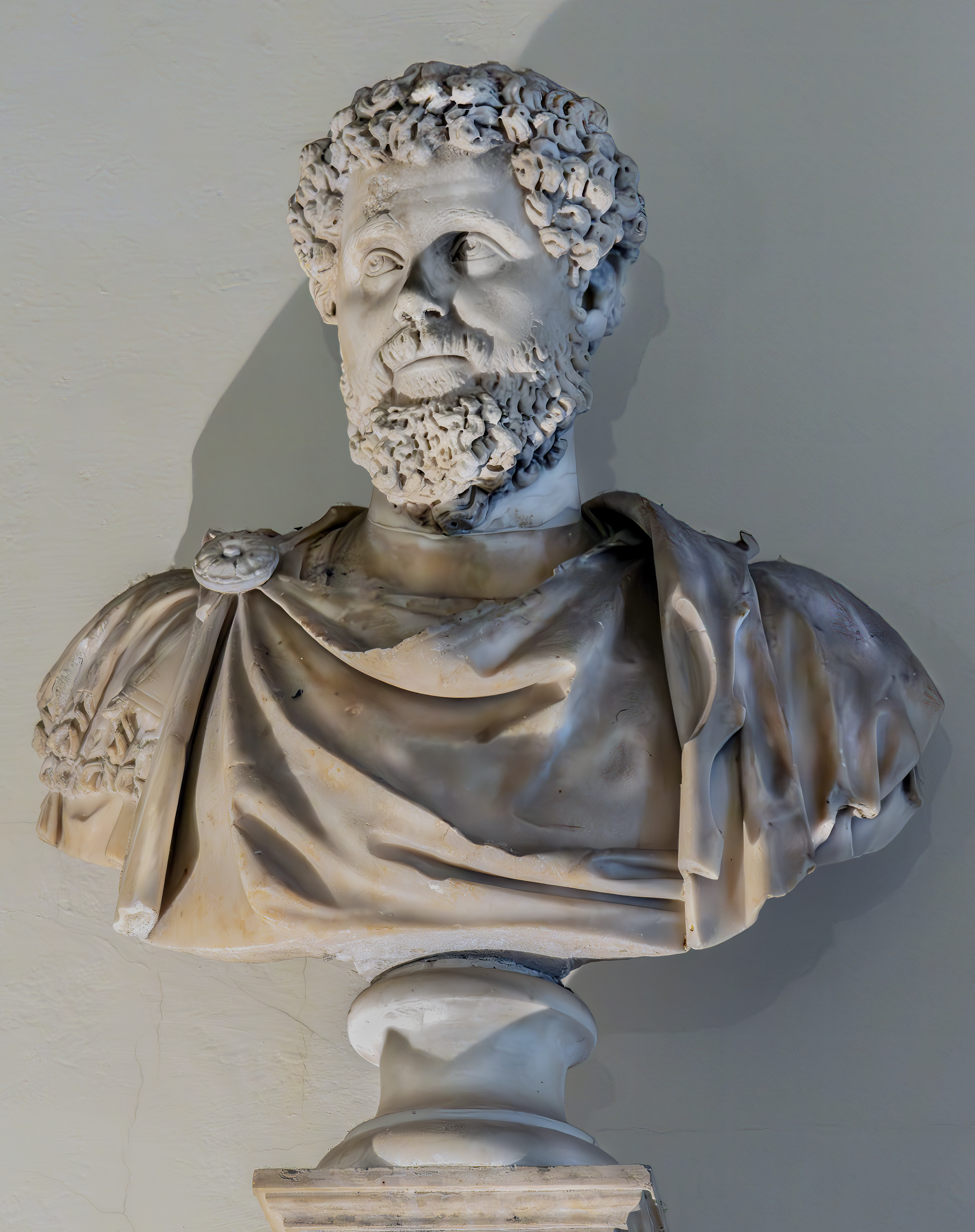
Busto romano (193-203, nel Museo Archeologico Nazionale di Venezia)
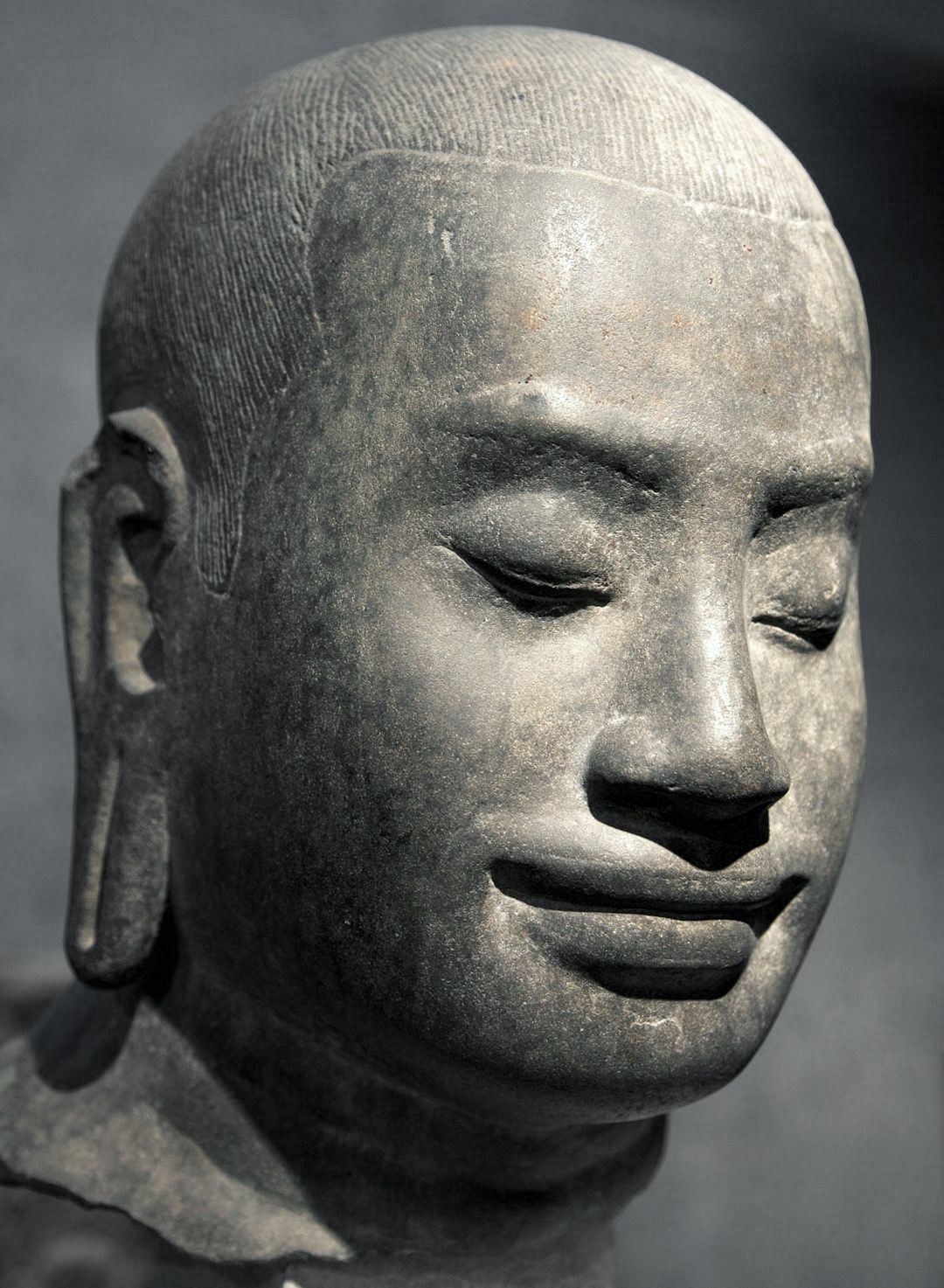
Busto di Jayavarman VII (1181-1218 circa, nel Museo Guimet)
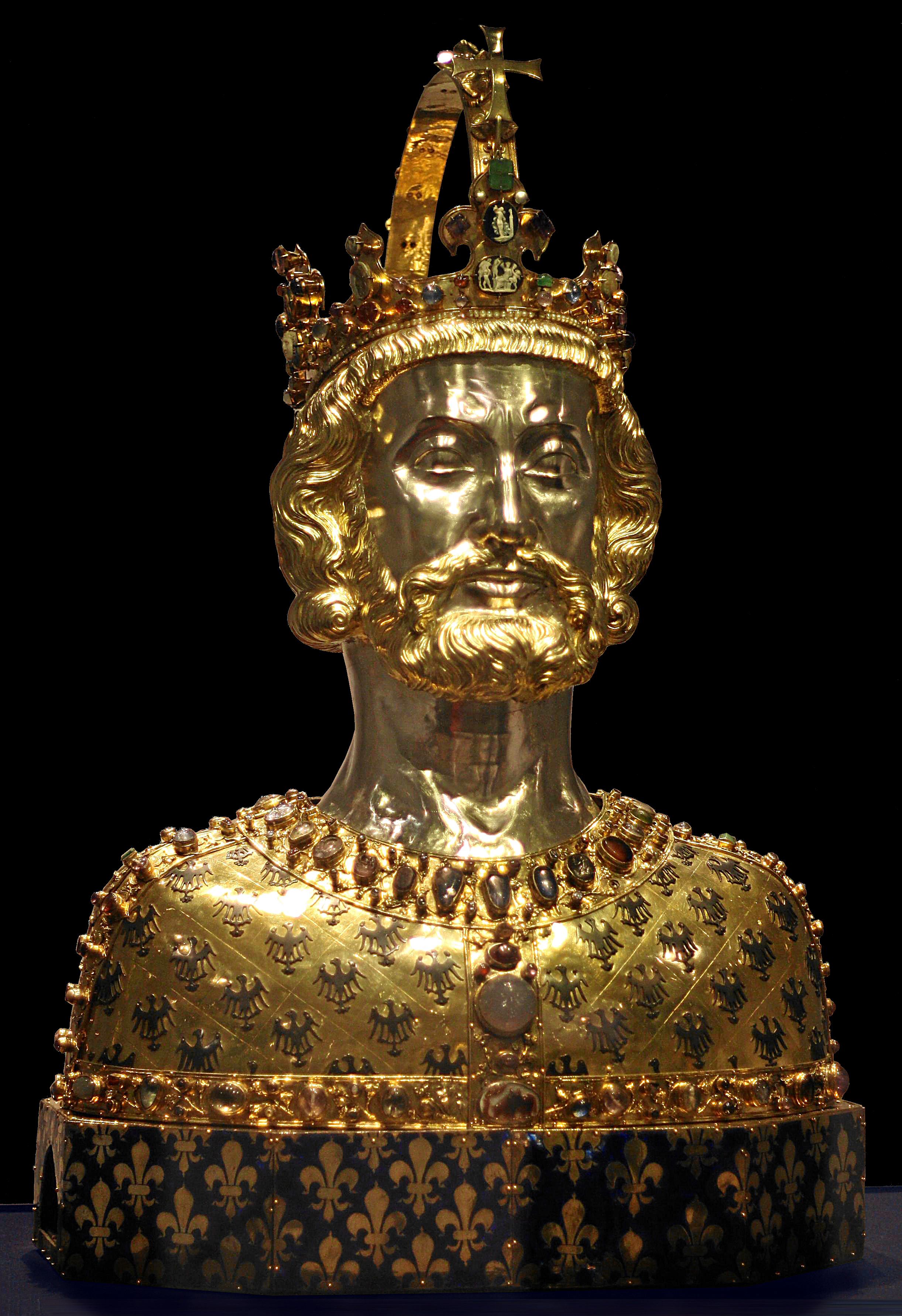
Busto reliquiario di Carlo Magno (oro, tesoro della cattedrale di Aquisgrana, 1350 circa)
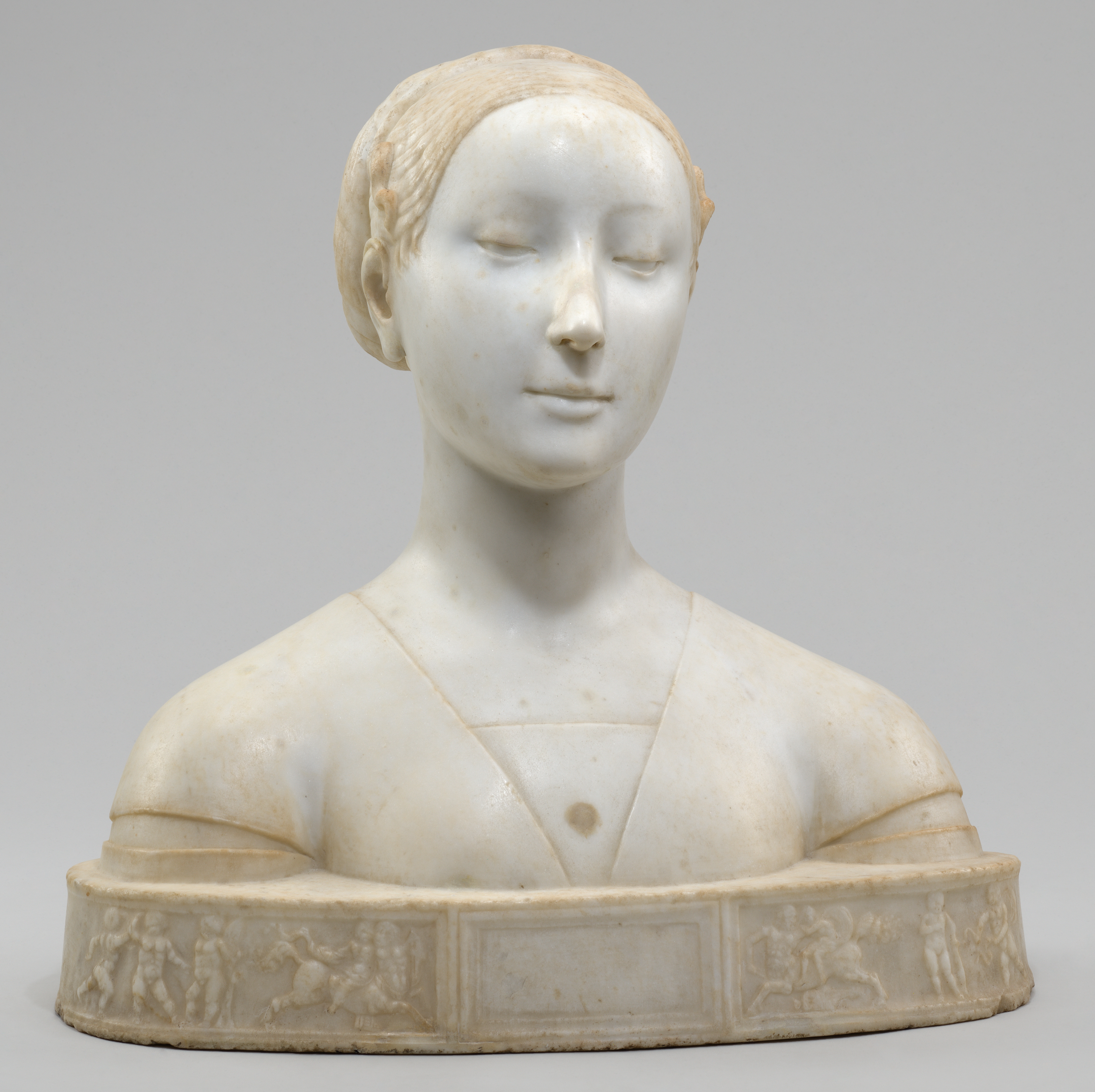
Francesco Laurana, Principessa della Casa d'Aragona, c. 1475
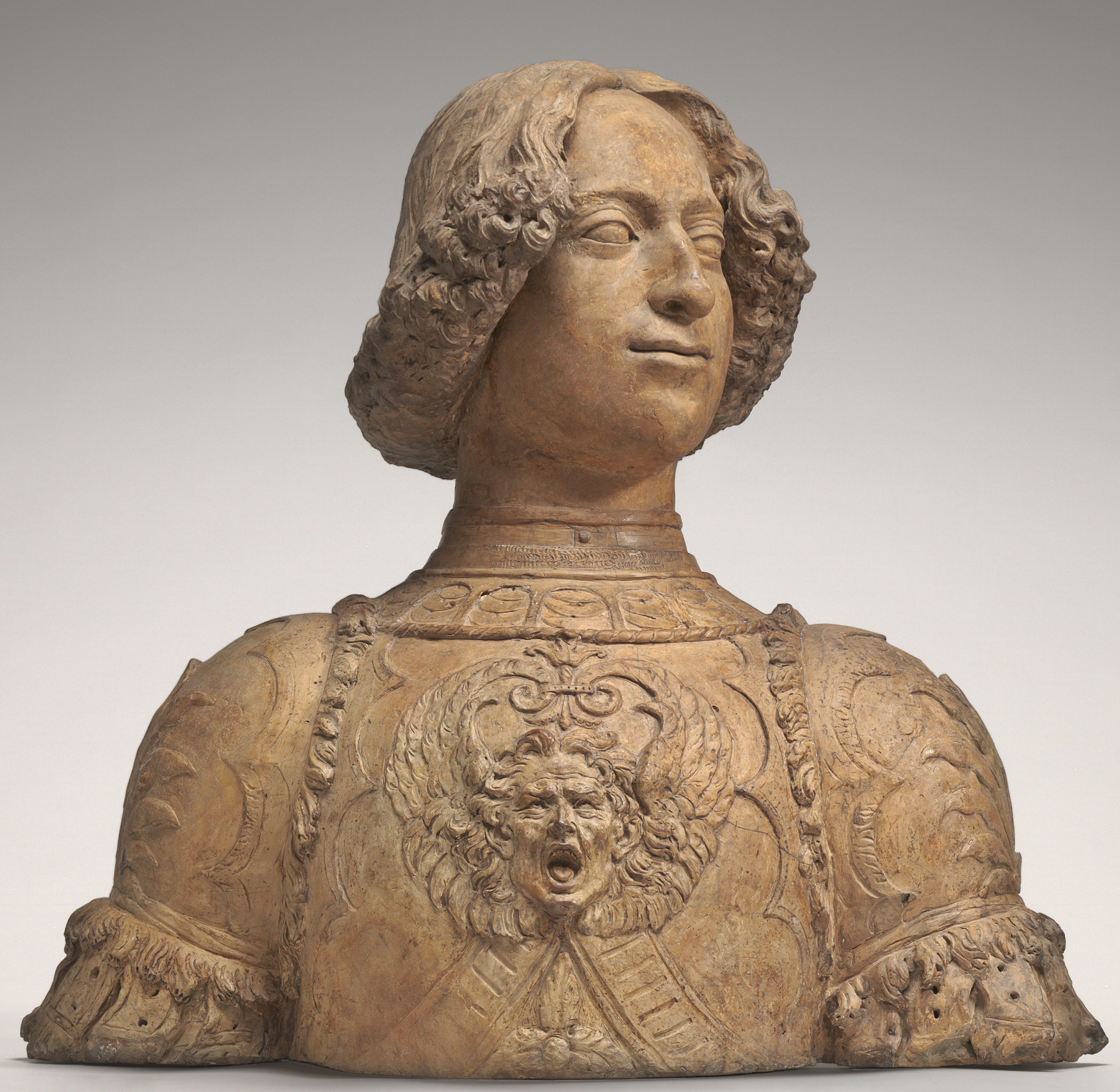
Giuliano de' Medici di Andrea del Verrocchio (terracotta, 1475–85)
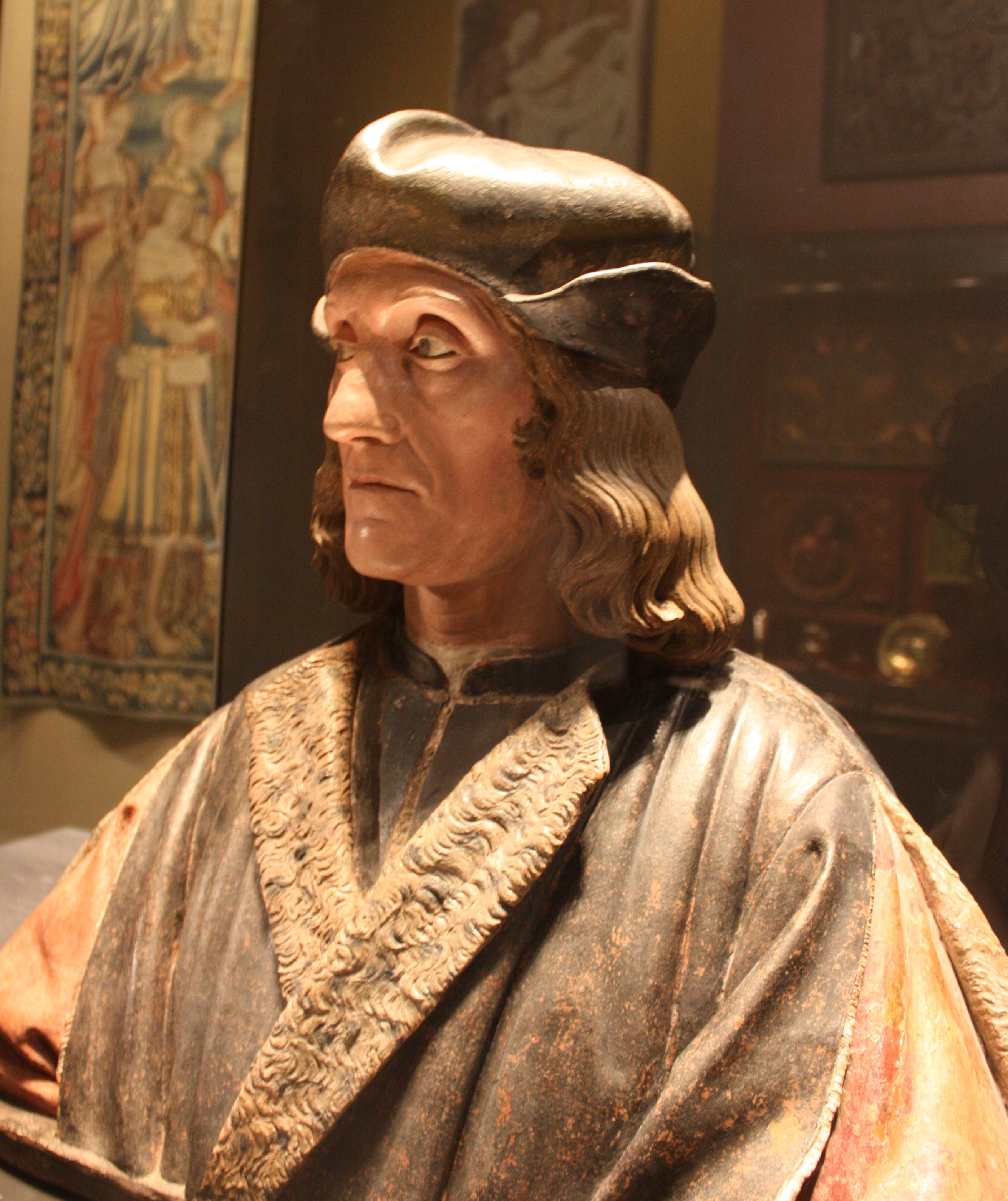
Busto in terracotta di Enrico VII d'Inghilterra di Pietro Torrigiano
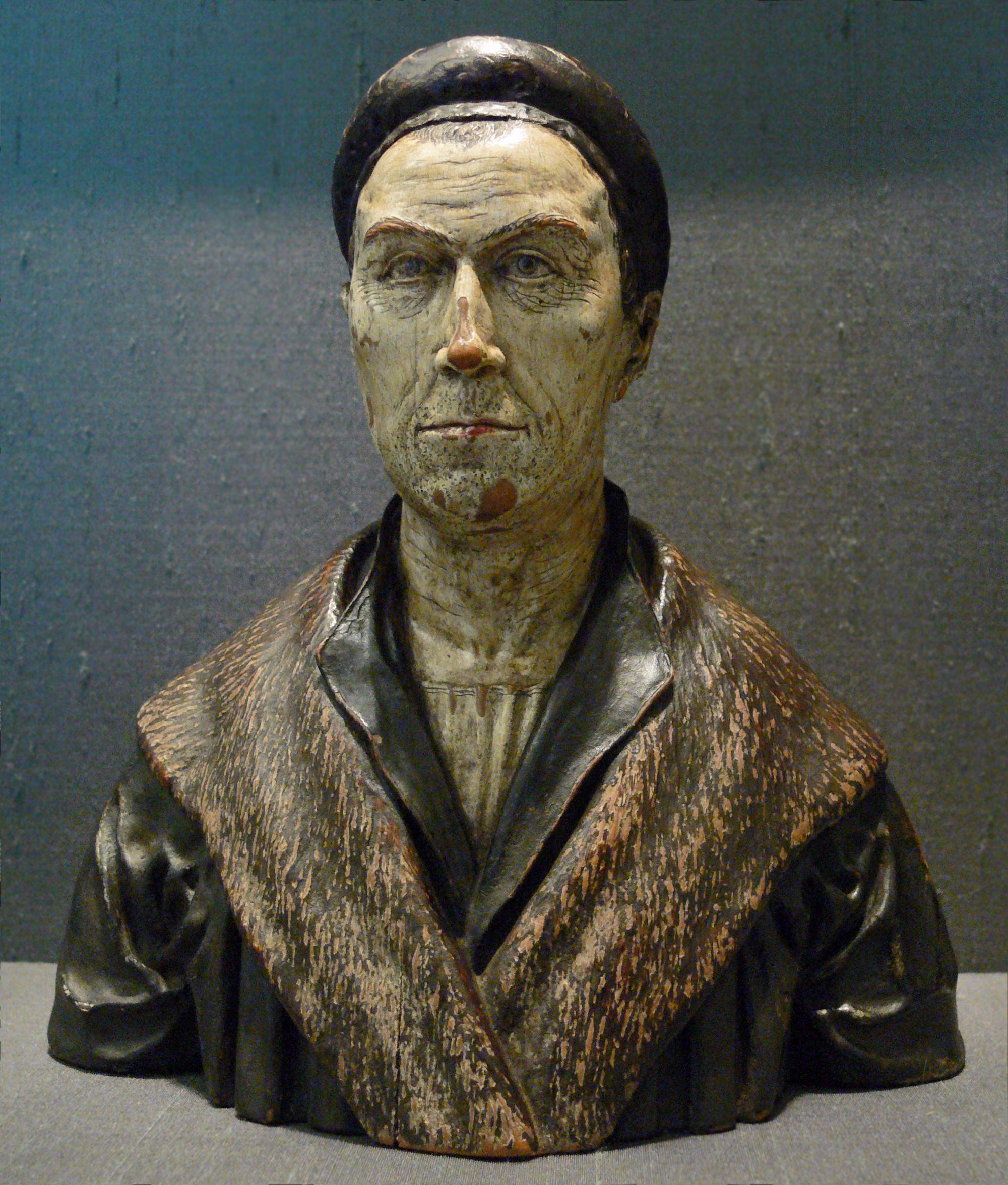
Jacob II Fugger detto "il Ricco" o anche "il Giovane" o "Jacob II" di Conrat Meit (legno policromo, 1515 circa)
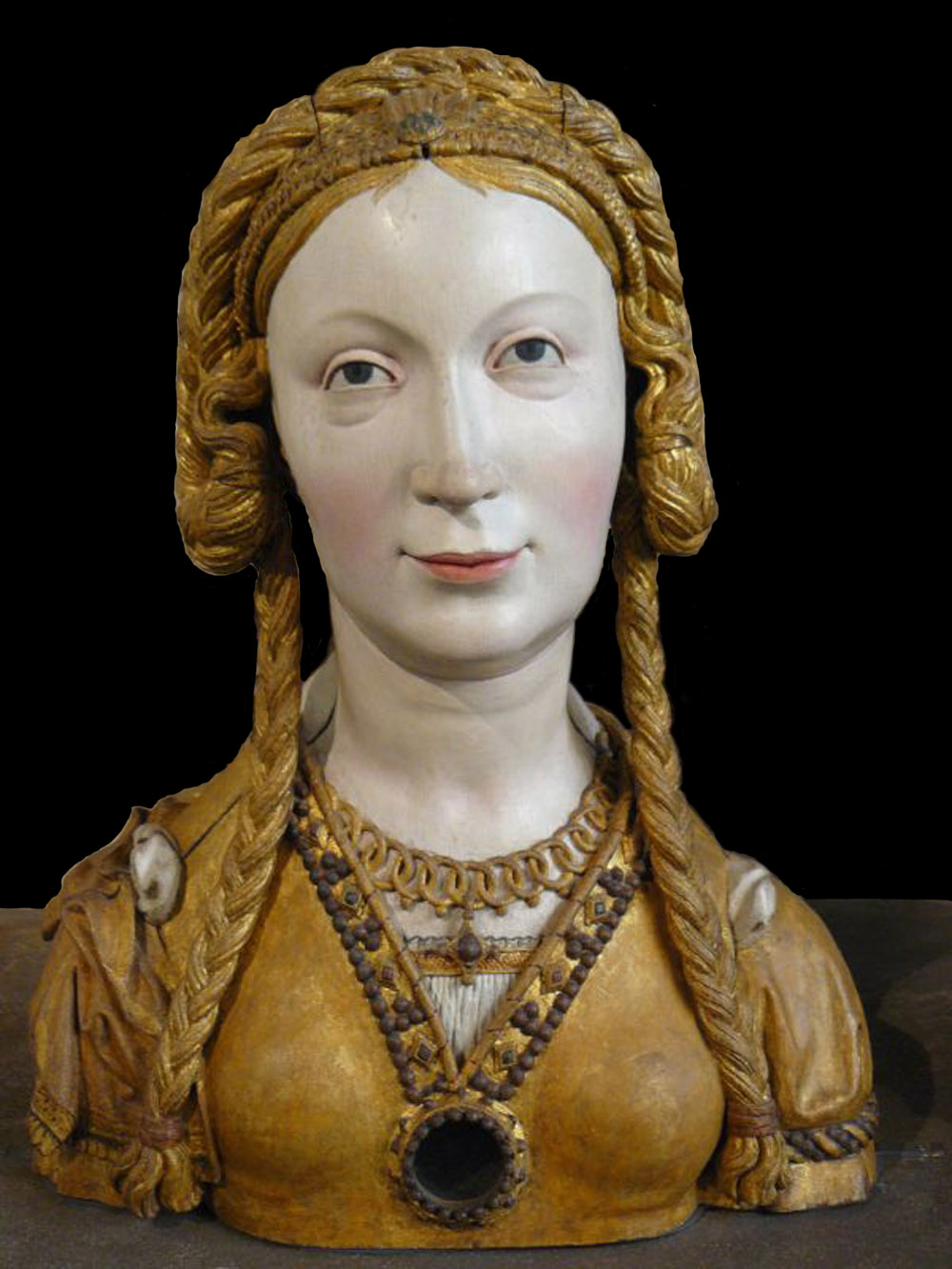
Reliquiario di un santo (quercia, 1520–30)
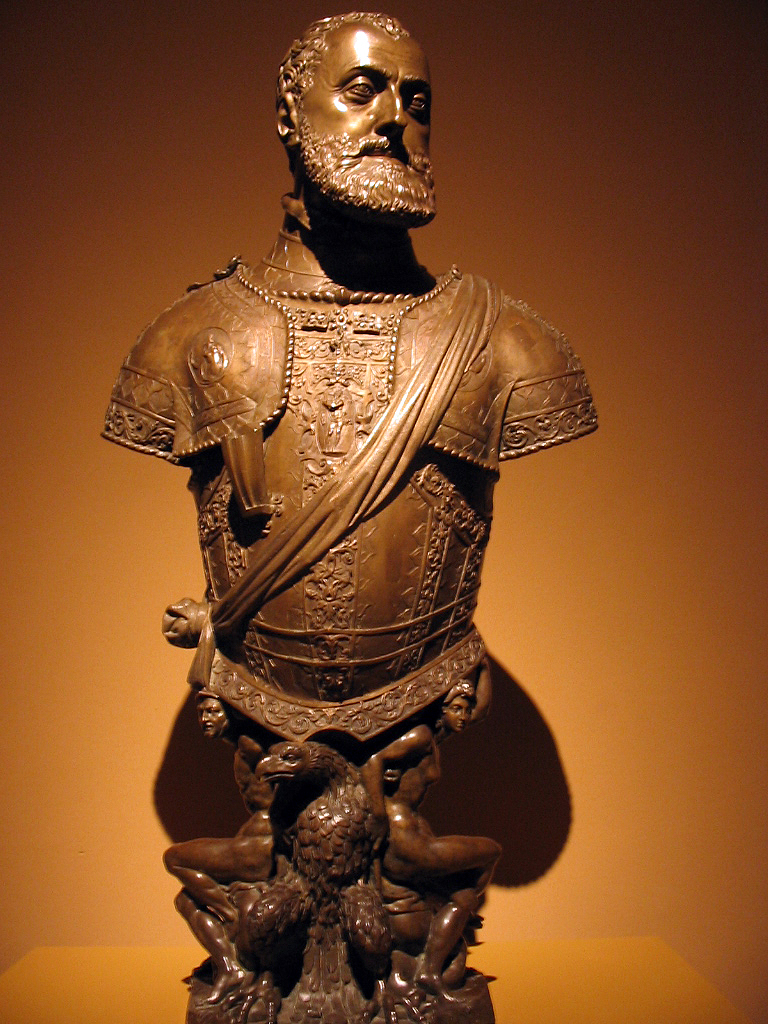
Carlo V, Re di Spagna e Imperatore del Sacro Romano Impero, di Leone e Pompeo Leoni (bronzo, 1553, Museo del Prado)
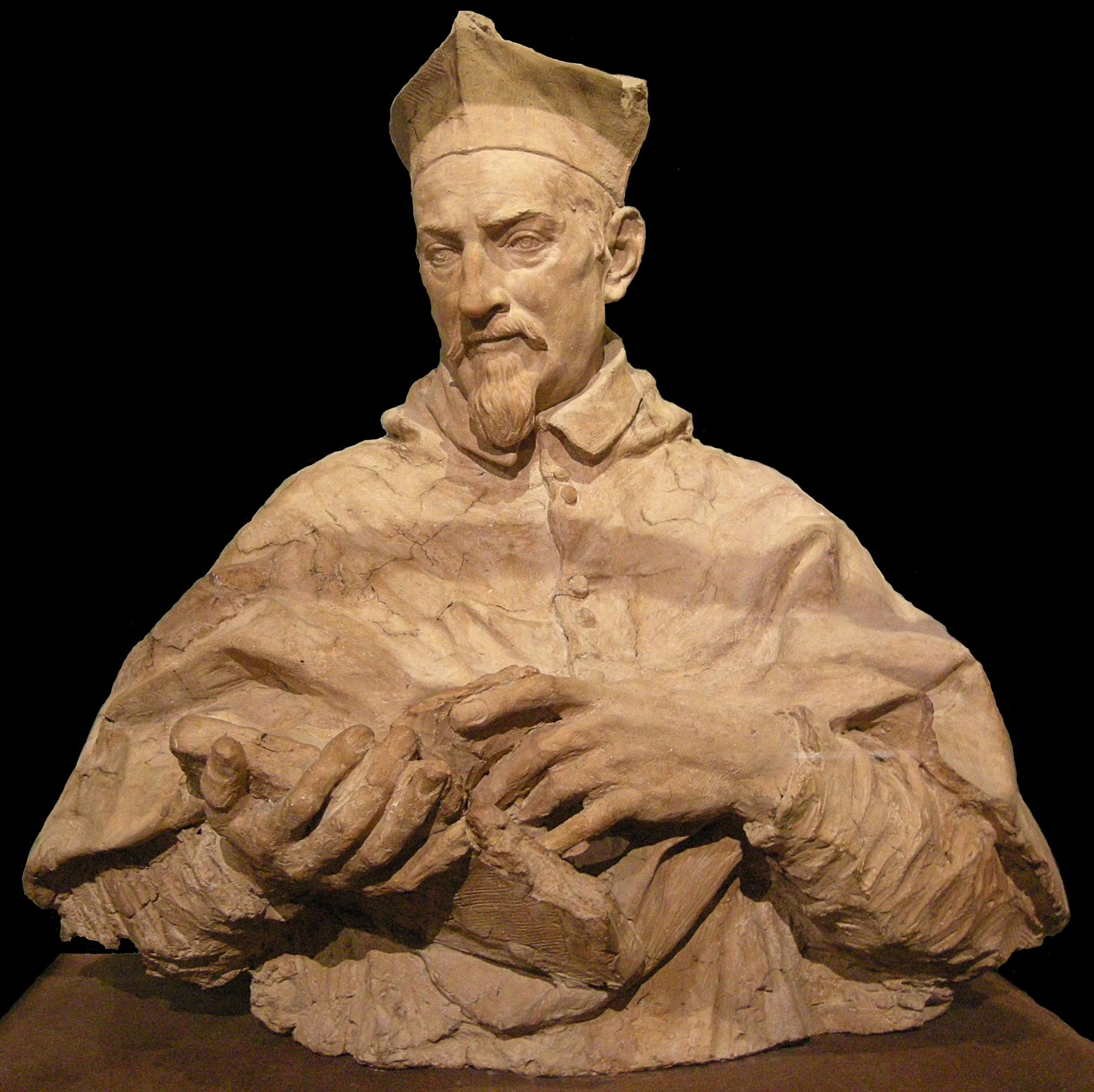
Modello in terracotta di Alessandro Algardi del cardinale Paolo Emilio Zacchia, 1650
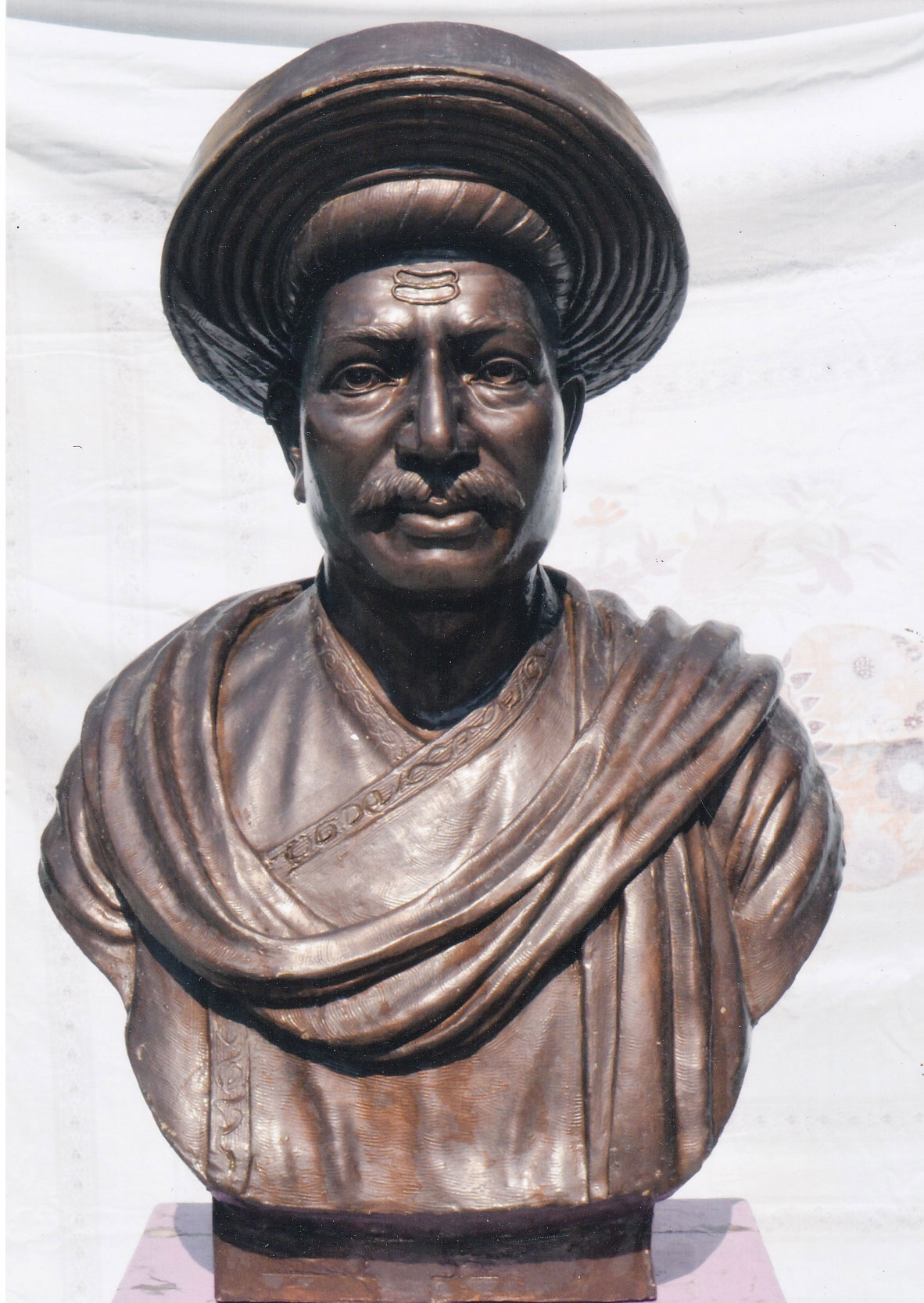
Ramchandra Pant Amatya, il Ministro delle Finanze dell'Impero Maratha. (1674–1689)
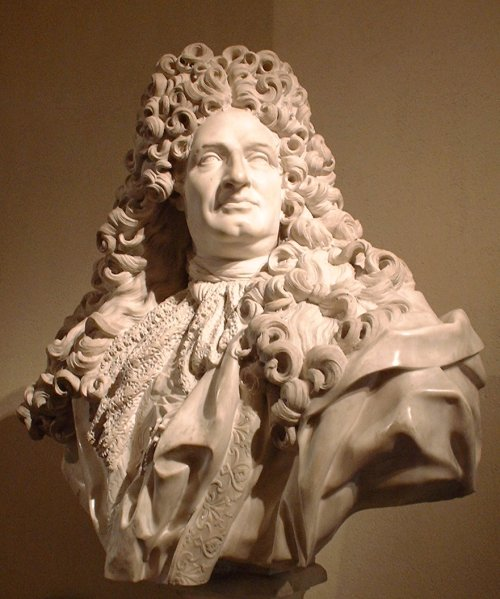
Jules Hardouin-Mansart di Jean-Louis Lemoyne (marmo, 1703)